# Lymantschuk
Lymantschuk (ukrainisch Лиманчук; russisch Лиманчук Limantschuk) ist eine Siedlung städtischen Typs im Osten der Ukraine in der Oblast Donezk mit etwa 900 Einwohnern.

## Geographie
Die Siedlung städtischen Typs liegt im Donezbecken, etwa 67 Kilometer östlich vom Oblastzentrum Donezk und 5 Kilometer östlich vom Stadtzentrum von Snischne, zu dessen Stadtkreis sie zählt, entfernt.
Der Ort liegt innerhalb Stadt Snischne in der Siedlungsratsgemeinde Hirnyzke (2 Kilometer südlich gelegen), durch den Ort fließt ein Bach in südliche Richtung, östlich erstreckt sich die Grenze zur Oblast Luhansk (Rajon Antrazyt).

## Geschichte
Lymantschuk entstand schon vor dem Ersten Weltkrieg und trug zunächst den Namen Lomantschuk (Ломанчук), er erhielt 1957 den Status einer Siedlung städtischen Typs und ist seit Sommer 2014 im Verlauf des Ukrainekrieges durch Separatisten der Volksrepublik Donezk besetzt.